# Custódio Alvim Pereira
Custódio Alvim Pereira (São João do Monte, 6 febbraio 1915 – Roma, 12 novembre 2006) è stato un arcivescovo cattolico portoghese.

## Biografia
Monsignor Custódio Alvim Pereira nacque a São João do Monte, nella diocesi di Viseu, il 6 febbraio 1951.

### Formazione e ministero sacerdotale
Compì gli studi per il sacerdozio presso il Pontificio Collegio Portoghese e si laureò in scienze bibliche presso il Pontificio Istituto Biblico e in diritto canonico presso la Pontificia Università Lateranense.
Il 18 dicembre 1937 fu ordinato presbitero. Nel 1946 divenne vice rettore del Pontificio Collegio Portoghese. Dal 1954 al 1958 fu rettore dello stesso istituto.

### Ministero episcopale
Il 20 dicembre 1958 papa Giovanni XXIII lo nominò ausiliare di Lourenço Marques e titolare di Nepte. Ricevette l'ordinazione episcopale l'8 marzo successivo dal cardinale Teodósio Clemente de Gouveia, arcivescovo metropolita di Lourenço Marques, coconsacranti il vescovo di Nampula Manuel de Medeiros Guerreiro e quello di Beira Sebastião Soares de Resende.
Alla morte del cardinale de Gouveia, avvenuta il 6 febbraio 1962 nel palazzo arcivescovile di São Vicente, diviene vicario capitolare e, il 3 agosto seguente, papa Giovanni XXIII lo nominò arcivescovo metropolita di Lourenço Marques. Tra il 1967 e il 1969 fu anche presidente della Conferenza Episcopale del Mozambico. Partecipò a tutte le sessioni del Concilio Vaticano II. Negli anni del processo di decolonizzazione delle colonie portoghesi in Africa, tra la metà degli anni sessanta e anni settanta, si pone nettamente su posizioni di difesa della politica del governo portoghese.
Il 26 agosto 1974 lasciò la guida dell'arcidiocesi su richiesta di papa Paolo VI, divenendone arcivescovo emerito. Fu sostituito dal primo vescovo africano della capitale, ribattezzata nel frattempo con il nome di Maputo, il francescano Alexandre José Maria dos Santos, poi cardinale.
Richiamato a Roma, entrò a far parte, quale canonico, del capitolo della Basilica di San Pietro in Vaticano, dove rimase fino alla morte, divenendone decano e vicepresidente.
Risiedette per il resto della sua esistenza, in qualità di cappellano, nella Casa Madonna di Fatima all'Ardeatino delle Suore Francescane Ospedaliere dell'Immacolata Concezione, dove morì domenica 12 novembre 2006 all'età di 91 anni. Le esequie si tennero il 14 novembre all'altare della cattedra della basilica di San Pietro in Vaticano e furono presiedute dal cardinale arciprete Angelo Comastri. Al termine del rito la salma fu tumulata nel sacello del Pontificio Collegio Portoghese nel cimitero del Verano.

## Genealogia episcopale e successione apostolica
La genealogia episcopale è:
- Cardinale Scipione Rebiba
- Cardinale Giulio Antonio Santori
- Cardinale Girolamo Bernerio, O.P.
- Arcivescovo Galeazzo Sanvitale
- Cardinale Ludovico Ludovisi
- Cardinale Luigi Caetani
- Cardinale Ulderico Carpegna
- Cardinale Paluzzo Paluzzi Altieri degli Albertoni
- Papa Benedetto XIII
- Papa Benedetto XIV
- Papa Clemente XIII
- Cardinale Marcantonio Colonna
- Cardinale Giacinto Sigismondo Gerdil, B.
- Cardinale Giulio Maria della Somaglia
- Cardinale Carlo Odescalchi, S.I.
- Cardinale Costantino Patrizi Naro
- Cardinale Lucido Maria Parocchi
- Papa Pio X
- Cardinale Gaetano De Lai
- Cardinale Raffaele Carlo Rossi, O.C.D.
- Cardinale Teodósio Clemente de Gouveia
- Arcivescovo Custódio Alvim Pereira

La successione apostolica è:
- Vescovo Ernesto Gonçalves da Costa, O.F.M. (1962)
- Vescovo Félix Niza Ribeiro (1963)